# Paris-Boulogne-sur-Mer
Paris-Boulogne-sur-Mer est une ancienne course cycliste française, organisée de 1926 à 1950, entre la Capitale française et Boulogne-sur-Mer dans le département du Pas-de-Calais en région Hauts-de-France.

## Palmarès
| Année | Vainqueur                | Deuxième                     | Troisième                  |
| ----- | ------------------------ | ---------------------------- | -------------------------- |
| 1926  | Louis ou Sylvain Mercier | Paul Deux                    | Gaston Leclerc ou Leclercq |
| 1933  | Georges Christiaens      | Julien Grujon                | Gustave Beckaert           |
| 1934  | Jean Aerts               | Gérard Loncke ou Lucien Lauk | Léon Cointe                |
| 1935  | Émile Bruneau            | Lucien Lauk                  | Raymond Louviot            |
| 1936  | Frans Bonduel            | Léon Louyet                  | Sylvain Grysolle           |
| 1937  | Louis Hardiquest         | Marcel Van Houtte            | Léon Le Calvez             |
| 1950  | José Beyaert             | Édouard Klabinski            | César Marcelak             |